# Cengellér
Cengellér (románul: Țengheler) elnéptelenedett falu Romániában, Hargita megyében, a Gyergyói-havasokban.

## Története
Nevét Szent Gellért püspökről kapta. Bizonyos helységnévtárban tévesen Csengellérként szerepel. Ditró része. 1956-ig adatai a városéhoz voltak számítva. A települést 1966-ban még 63-an lakták, akik közül 62-en magyarok voltak. A település 1974 után elnéptelenedett. A trianoni békeszerződés előtt Csík vármegye Gyergyószentmiklósi járásához tartozott.

## Népessége
A település mára teljesen elnéptelenedett.